# Coalville (Iowa)
Coalville és una concentració de població designada pel cens dels Estats Units a l'estat d'Iowa. Segons el cens del 2000 tenia 591 habitants.

## Demografia
Segons el cens del 2000, Coalville tenia 591 habitants, 238 habitatges, i 167 famílies. La densitat de població era de 105,6 habitants per km².
Dels 238 habitatges en un 31,5% hi vivien nens de menys de 18 anys, en un 57,6% hi vivien parelles casades, en un 8,4% dones solteres, i en un 29,8% no eren unitats familiars. En el 23,5% dels habitatges hi vivien persones soles l'11,3% de les quals corresponia a persones de 65 anys o més que vivien soles. El nombre mitjà de persones vivint en cada habitatge era de 2,48 i el nombre mitjà de persones que vivien en cada família era de 2,96.
Per edats la població es repartia de la següent manera: un 24,9% tenia menys de 18 anys, un 8,3% entre 18 i 24, un 27,2% entre 25 i 44, un 25,9% de 45 a 60 i un 13,7% 65 anys o més.
L'edat mediana era de 39 anys. Per cada 100 dones de 18 o més anys hi havia 97,3 homes.
La renda mediana per habitatge era de 43.750 $ i la renda mediana per família de 45.096 $. Els homes tenien una renda mediana de 33.846 $ mentre que les dones 20.855 $. La renda per capita de la població era de 17.178 $. Cap de les famílies i el 2,6% de la població estaven per davall del llindar de pobresa.

## Poblacions més properes
El següent diagrama mostra les poblacions més properes.